# Raphidonema
Raphidonema is een geslacht van uitgestorven sponzen, dat leefde van het Trias tot het Krijt.

## Beschrijving
Deze kalkspons was onregelmatig bekervormig met variabele afmetingen. De normale hoogte bedroeg circa 8 centimeter. De binnenwand was glad en de buitenkant was bezet met knobbels. Het skelet was doorgaans opgebouwd uit spiculae van kalk. Het geslacht kwam voor in warme, ondiepe wateren.